# Unione Sportiva Olbia 1973-1974
Questa voce raccoglie le informazioni riguardanti l'Unione Sportiva Olbia nelle competizioni ufficiali della stagione 1973-1974.

## Rosa
| N. |                   | Ruolo | Calciatore          |
| -- | ----------------- | ----- | ------------------- |
|    | Italia (bandiera) | D     | Renzo Antonini      |
|    | Italia (bandiera) | A     | Sergio Bagatti      |
|    | Italia (bandiera) | A     | Ermanno Beccati     |
|    | Italia (bandiera) | C     | Mario Casini        |
|    | Italia (bandiera) | A     | Giovanni Ciccarilli |
|    | Italia (bandiera) |       | Paolo Derosas       |
|    | Italia (bandiera) | D     | Franco Fabri        |
|    | Italia (bandiera) | P     | Roberto Fabri       |
|    | Italia (bandiera) | D     | Armando Farina      |
|    | Italia (bandiera) | D     | Francesco Ferraresi |
|    | Italia (bandiera) | A     | Tore Guspini        |

| N. |                   | Ruolo | Calciatore        |
| -- | ----------------- | ----- | ----------------- |
|    | Italia (bandiera) | A     | Franco Marongiu   |
|    | Italia (bandiera) | P     | Bruno Orazi       |
|    | Italia (bandiera) |       | Marino Paradiso   |
|    | Italia (bandiera) | D     | Tommaso Petta     |
|    | Italia (bandiera) | D     | Martino Piras     |
|    | Italia (bandiera) | C     | Alberto Poggi     |
|    | Italia (bandiera) |       | Antonio Scanu     |
|    | Italia (bandiera) | C     | Bruno Selleri     |
|    | Italia (bandiera) | C     | Nicolino Spano    |
|    | Italia (bandiera) | A     | Nazareno Verzini  |
|    | Italia (bandiera) | C     | Claudio Vinazzani |